# Hegedűs Gyula (labdarúgó, 1952)
Hegedűs Gyula (Budapest, 1952, június 20. – 2017. október 4.) magyar labdarúgó, kapus.

## Pályafutása
Hegedűs Gyula 1952-ben Budapesten született. Pályafutása alatt az MTK, a Honvéd Szabó Lajos SE, a Szolnoki MÁV, a Vác és a BKV Előre csapataiban lépett pályára. Rövid ideig volt a Ferencváros kapusa is, de a zöld-fehérek kapuját tétmérkőzésen nem védte, többnyire a tartalékcsapatban kapott lehetőséget.
Visszavonulása után kapusedző lett, 1992-ben, majd az 1997–1998-as szezonban a budapesti zöld-fehérek stábjának tagja volt, vezetőedzőként ült a Szigetszentmiklósi TK és a Budaörsi SC kispadján is. A 2000-es években a magyar utánpótlás válogatottaknál is segédkezett, mint kapusedző.